# 太田昭宏
太田昭宏（1945年10月6日—），日本政治人物。出身於愛知縣新城市。畢業於京都大學工學部土木工學科。2006年起擔任公明黨代表。7次當選眾議院議員，在2009年眾議院議員總選舉中和許多自民黨候選人一樣落敗。
2012年的大選順利重返國會，並被任命為第二次及第三次安倍內閣的國土交通大臣兼水循環政策担当大臣。

## 政治主張
- 不認同首相參拜靖国神社[1]。
- 認為「村山談話」及「河野談話」毋需檢討[1]。
- 認同《特定秘密保護法》存在之必要[1]。
- 贊成夫妻別姓制度（選擇性）導入[2]。